# Annie Borst Pauwels
Anna Annie Teresia Agnes Elisabeth Borst Pauwels (* 29. September 1913 in Haarlem; † 9. Februar 1999 in Den Haag) war eine niederländische Malerin.

## Leben und Werk
Annie Borst Pauwels wurde am 29. September 1913 als Tochter von Wilhelmus Marie Ignatius Borst Pauwels, dem Direktor des städtischen Lebensmittelkontrolldienstes, und von Agnes Maria Jongmans geboren. Sie studierte an der Koninklijke Academie van Beeldende Kunsten in Den Haag und für ein Jahr an der Académie de la Grande Chaumière in Paris. Sie war Schülerin von Piet van Boxel, Paul Citroen, Han van Dam, Ina Hooft, Henk Meijer, Willem Rozendaal und Willem Schrofer. Sie war Mitglied mehrerer Künstlervereinigungen, wie der Vereeniging van Beeldende Kunstenaars, De Rotterdammers, Arti et Industriae, Schilderessenvereniging ODIS, Pulchri Studio und dem Haagse Kunstkring. Borst-Pauwels malte gerne spielende Kinder, Puppen, die sehr lebendig wirken, zudem Strandszenen und Tiere. Dabei pflegte sie einen impressionistischen Stil. Sie hatte Einzelausstellungen und nahm an den Ausstellungen der Künstlervereinigungen teil.
Annie Borst Pauwels starb am 9. Februar 1999 in Den Haag.